# Мошав

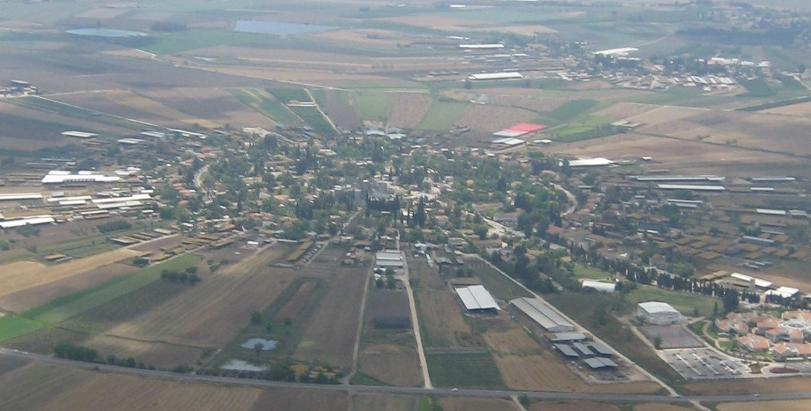
Мошав Нагалаль в долині Їзреел

Моша́в (івр. מוֹשָׁב — укр. селище) — назва сільських поселень в Ізраїлі, де кожна сім'я має свій дім і свою земельну ділянку. У минулому кооперація поширювалася на закупівлю та збут виготовленої продукції; нині ж «мошавники» прагнуть більшої економічної незалежності.
В Ізраїлі близько 450 мошавів, у кожному з яких приблизно 60 сімей (у цілому 3,1 % населення), виробляють значну частину сільськогосподарської продукції Ізраїлю.